# 傅筱庵
傅 筱庵 (ふ しょうあん）は、中華民国の政治家・実業家・銀行家。中華民国維新政府、汪兆銘政権で上海市長をつとめた。日本では一般に名の宗耀で知られるが、中国では一般に字の筱庵で知られる。

## 事跡
1892年（光緒18年）、上海浦東の船工場で働きながら、夜間学校で英語を学んだ。1909年（宣統元年）、招商局所属華興保険公司に勤め、副経理・総経理を歴任している。1911年（宣統3年）10月、辛亥革命が勃発すると、滬軍都督府財政部総参議・滬関清理処処長となる。あわせて、招商局、漢冶萍公司、中国通商銀行の股権代表（株主代表）となった。
1914年（民国3年）、傅筱庵は盛宣懐により招商局経理各地桟租に任命された。さらに中国通商銀行董事（理事）と上海総商会第1期議董もつとめている。1916年（民国5年）4月、盛が病没すると、傅は招商局董事・同局積余産業経理・内河輪船公司経理兼主船課長となった。以後、上海総商会、中国銀行、漢冶萍公司など様々な業種の国内有力企業で要職を歴任する。1926年（民国15年）、上海総商会会長となった。しかし、中国国民党の北伐軍が上海に入城すると、傅は北京政府の孫伝芳を支援した罪により指名手配されてしまい、大連へ逃亡した。
1931年（民国20年）に傅筱庵はようやく指名手配を解除され、上海へ戻って中国通商銀行総経理・董事長などをつとめた。1938年（民国27年）10月、中華民国維新政府の下で上海特別市市長に任命されている（南京国民政府成立後も留任）。同年、蔣介石の重慶国民政府が軍統の特務を派遣し、上海逗留中の汪兆銘（汪精衛）暗殺を謀った。傅は、当初は軍統に協力していたが、実行直前にこれを汪に告げ、特務の暗殺部隊を取り押さえている。これに怒った蔣は、軍統の指導者である戴笠に傅暗殺を厳命した。
1940年（民国29年）10月10日、傅筱庵は就寝中のところを、軍統に買収された使用人に殺害された。享年69（満67歳）。

## 参考文献

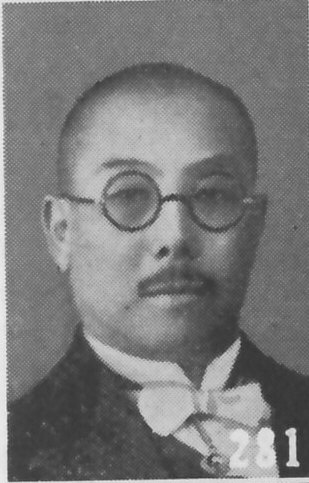
晩年期の傅筱庵（『最新支那要人伝』1941年）